# 전투준비태세

데프콘 레벨

전투준비태세(戰鬪準備態勢) 또는 데프콘(영어: DEFense readiness CONdition, DEFCON)은 비전시상태에서 사용되는 전투준비단계에 관련된 용어로, 디펜스 컨디션(defense condition)은 전시상태에 사용하는 것이고 DEFCON은 비전시상태에서 사용된다. 데프콘은 5단계에서 1단계로 높아지며, 5단계는 전쟁 위험이 없는 상태이다. 데프콘 4는 단순 경계태세 강화이지만, 데프콘 1단계는 전쟁 직전의 상태라고 볼 수 있다.2021년 기준으로, 전시 작전통제권은 한미연합군사령부에 이양되어 있는데, 데프콘 3 이상에서는 작전 지휘권이 한미연합군사령부에 이양된다는 뜻이다.

## 단계
- 5단계 Fade Out(장막이 거두어진다): 평화시.
- 4단계 Double Take(대비한다): 경계태세. 웃고 있다 뒤늦게 깨닫고 아차 하는 표정을 말한다.
- 3단계 Round House(천막을 돈다): 한국군이 갖고 있는 작전권이 한미연합군사령부로 넘어가고, 전, 후방 부대 움직임이 달라지며 전군의 휴가나 외출이 금지된다.[1] 아메리카 원주민이 전쟁에 나가기 전 천막 주변을 도는 것을 본따 만들어졌다.
- 2단계 Fast Pace(천막을 도는 속도를 높임): 탄약이 지급되고 부대 편제인원이 100% 충원된다.[2]
- 1단계 Cocked pistol(권총을 장전한다): 동원령이 선포되고 전시에 돌입하게 된다.[2]

## 발령 이력
- 대한민국은 한국전쟁 이후로 데프콘 4가 항상 발령되어 있다.[2]
- 데프콘 3은 두 번 발령되었다.

1. 1976년 8월 판문점 도끼 살인 사건
2. 1983년 아웅산 묘역 폭탄테러사건

1999년 6월 제1연평해전 당시 격상되지는 않았으나 3단계에 준하는 전투 준비 태세 강화 지시가 내려진 바 있다.

## 같이 보기
- 워치콘(WATCHCON)
- 인포콘(INFOCON)
- 진돗개 경보
- 충무 경보